# Praça do Comércio

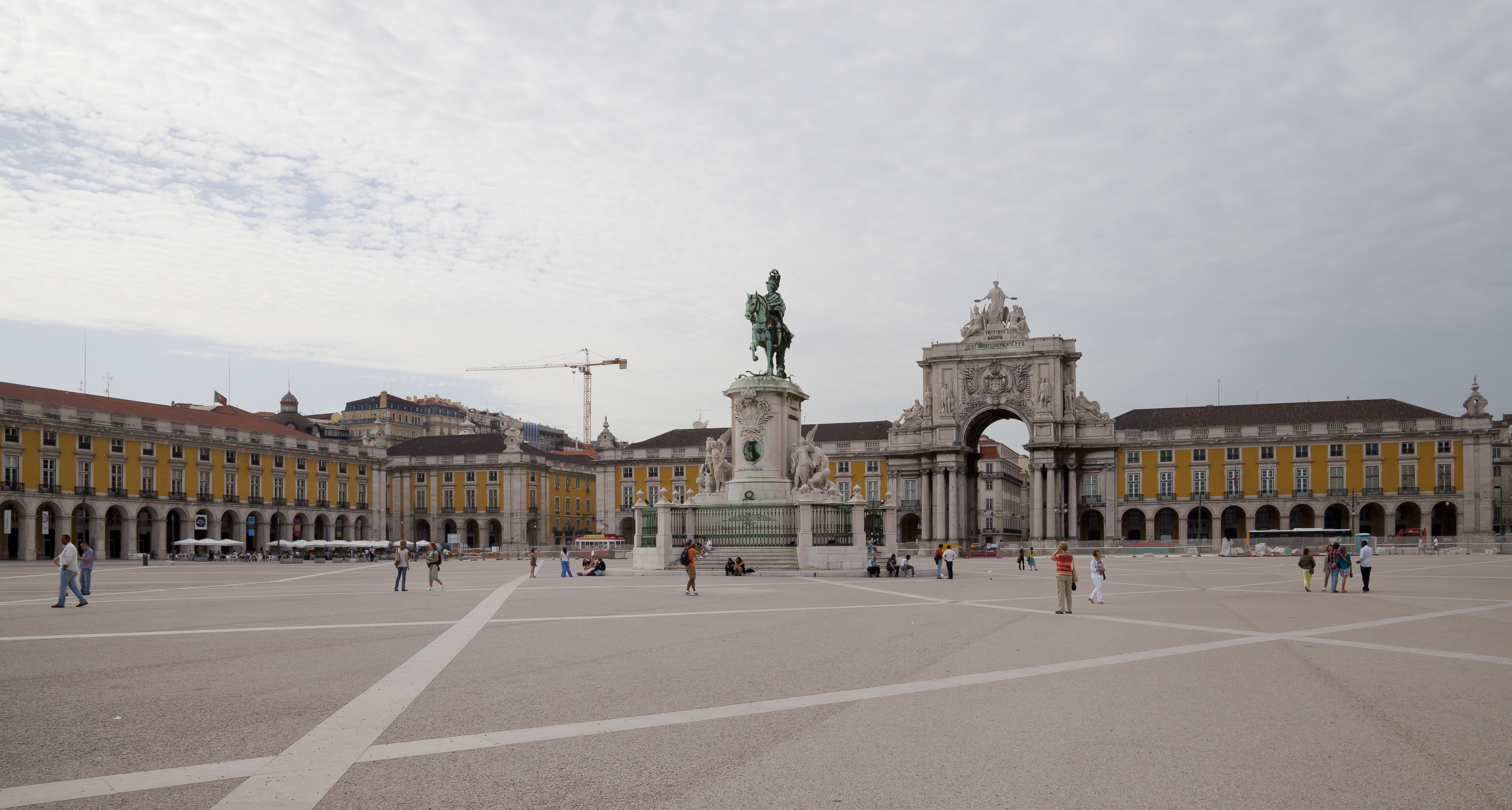
Vedere înspre Complexul Ministerial

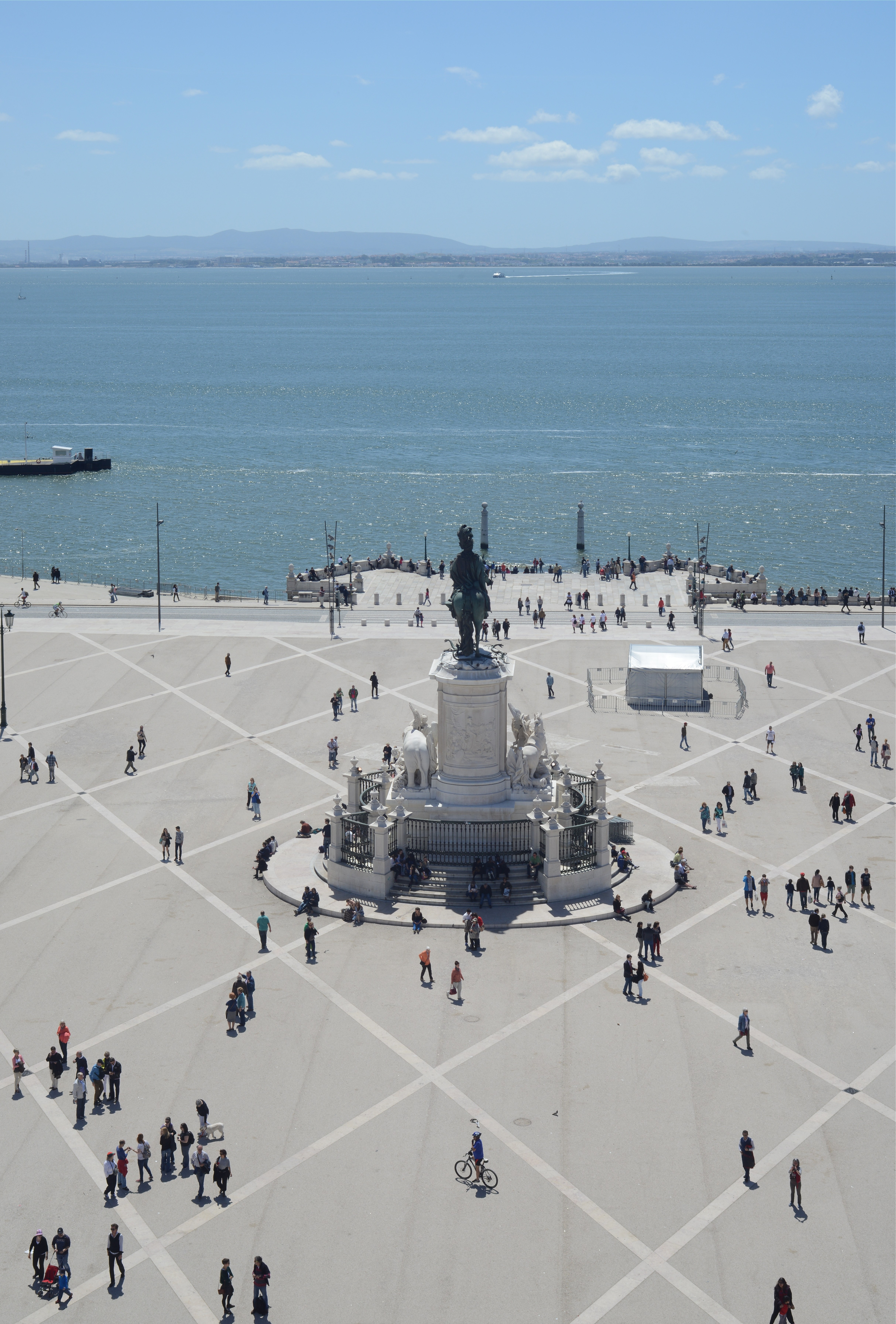
Vedere înspre estuarul râului Tagus

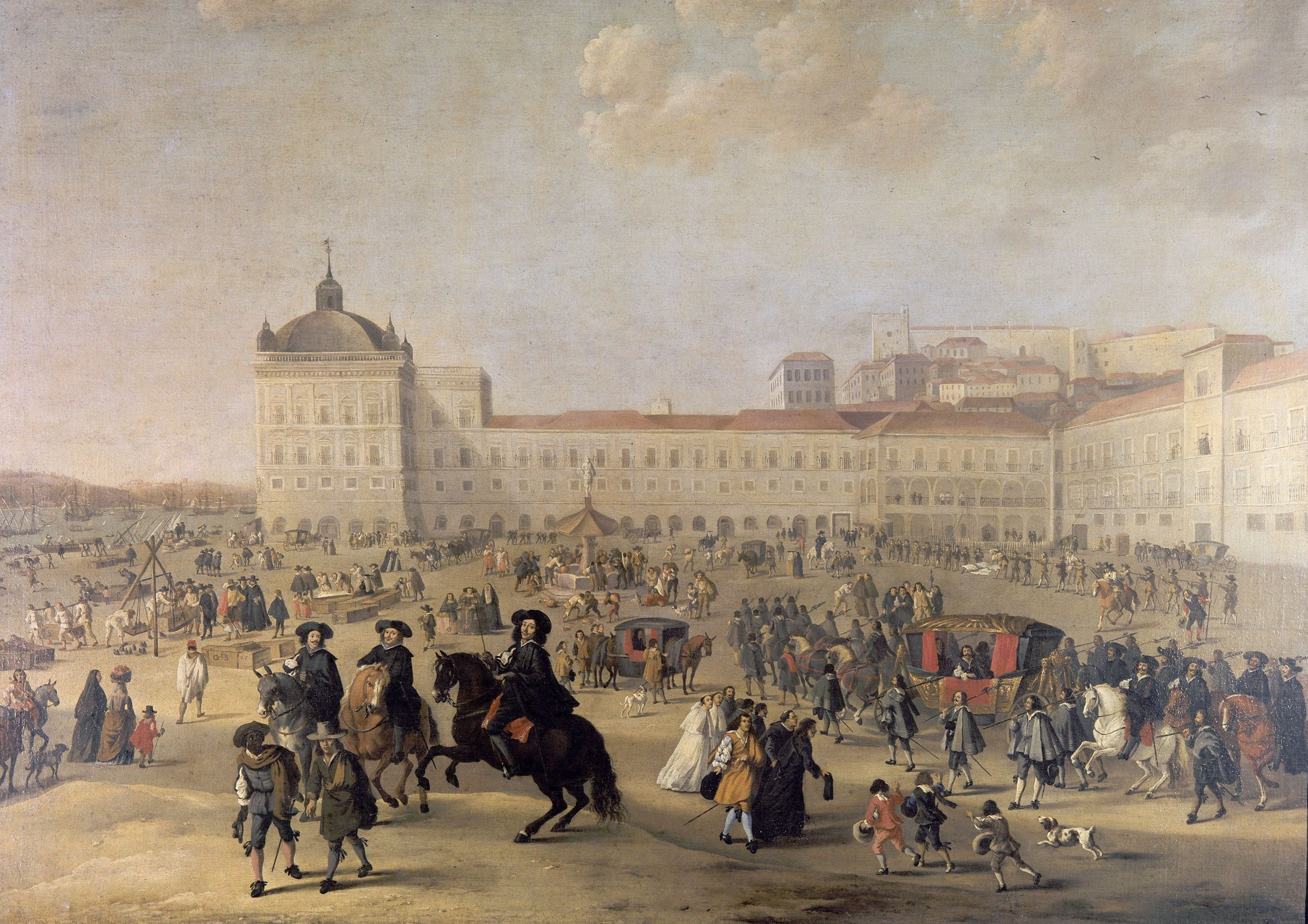
Praça do Comércio în 1662

Praça do Comércio (în portugheză Piața Comerțului), cunoscută popular ca Terreiro do Paço, este o piață publică aflată în zona joasă a orașului Lisabona, Portugalia cu deschidere către estuarul râului Tagus. În Praça do Comércio s-a aflat timp de două secole, până la marele cutremur din 1775, palatul regal portughez. Este una dintre cele mai mari piețe publice de pe continentul european, având 36 000 m² (180m x 200m). Este considerată centrul capitalei portugheze.

## Istorie
În 1511, Manuel I al Portugaliei și-a schimbat reședința de la Castelul São Jorge în acest loc, înălțând palatul regal portughez pt:Paço da Ribeira. În urma cutremurului din 1755, pe lângă palatul regal s-a distrus și biblioteca pe care acesta o găzduia și care conținea 70 000 volume și sute de opere de artă, printre care picturi de Tițian, Rubens sau Correggio. Toate aceste lucrări au fost distruse. De asemenea, s-au pierdut documentele relaționate cu explorările oceanice, printre care numeroase relatări privind descoperirea Braziliei, aparținând Arhivei Regale. 
La data de 1 februarie 1908, regele Carlos I al Portugaliei și fiul lui  Luís Filipe, Prinț Regal al Portugaliei au fost uciși în timp ce treceau prin Praça do Comércio. 
În ziua de 25 aprilie 1974, în piață a avut loc Revoluția Garoafelor, care a răsturnat guvernul lui Marcello Caetano și Estado Novo, revoluție în care s-au înregistrat doar 4 morți.
La data de 11 mai 2010, Papa Benedict al XVI-lea a celebrat Sfânta Slujbă în fața a 280 000 de credincioși. 

## Descriere
În prezent, Praça do Comércio adăpostește Complexul Ministerial (Complexo ministerial do Terreiro do Paço), sediu al multor ministere, secretariate de stat, cabinete guvernamentale și a guvernului Republicii Portugheze. De asemenea, în acest loc se află Curtea Supremă de Justiție sau Marina Portugheză. 
În această piață se află cafeneaua cea mai veche din Portugalia, Martinho da Arcada, care este legată de literatura portugheză, fiind cafeneaua preferată a lui Fernando Pessoa.
În mijlocul pieței se află statuia ecvestră a regelui Iosif I al Portugaliei realizată în 1775 de către principalul sculptor portughez al secolului al XVIII-lea, Joaquim Machado de Castro. În partea nordică a pieței se află Arcul Străzii Augusta.
Vastul spațiu oferit de Praça do Comércio este astăzi folosit pentru desfășurarea de evenimente culturale și spectacole.